# 한국음악산업진흥재단
한국음악산업진흥재단은 대중음악산업의 건전한 육성발전과 국내 대중음악의 해외보급전파를 목적으로 2000년 8월 29일 설립된 문화체육관광부 소관의 재단법인이다. 사무실은 서울시 마포구 상수동 356-7에 있다.

## 주요 업무
- 국내대중음악의 해외홍보 및 진흥
- 국내대중음악 해외진출지원
- 외국민간단체와의 교류협력사업
- 대중음악관련 우수인력의 양성관리